# Victoriepark
Het Victoriepark is een park in de Noord-Hollandse stad Alkmaar. Het park ligt in de noordoosthoek van het centrum van de stad en ligt daar langs het Noordhollandsch Kanaal.
Het Victoriepark werd in 1822 in Engelse landschapsstijl aangelegd op de voormalige stadsgracht die tussen de Friesepoort en de Waterpoort lag. Deze gracht werd gedempt met de aarde van het Friesebolwerk dat deels moest wijken voor de aanleg van het Noordhollandsch Kanaal, die in de periode 1818-1825 werd aangelegd. Het eerste ontwerp was naar alle waarschijnlijk afkomstig van Zocher.
In 1876 werd het Victoriemonument opgericht in het park. Dit neoklassiekmonument was ontworpen door Frans Stracké die in 1873 de eerste prijs won met de ontwerpwedstrijd ter ere van de 300-jarige herdenking van het Alkmaars Ontzet. In 1877 werd besloten het park te verfraaien. En in 1903 legde tuinarchitect Leonard Springer de huidige parkaanleg aan. Toen men bezig was met de werkzaamheden voor de bouw van een nieuwe Friesebrug stuitte men aan de Wageweg op restanten van de stadsomwalling. Deze restanten zijn in 1951 hersteld en werden later gedateerd op 1573 toen men de omwalling vernieuwde. In juni 1952 plaatste Koningin Juliana een plaquette ter herinnering aan het Beleg van Alkmaar. De bovenzijde van de muur is opgemetseld en is zichtbaar vanaf de Wageweg.

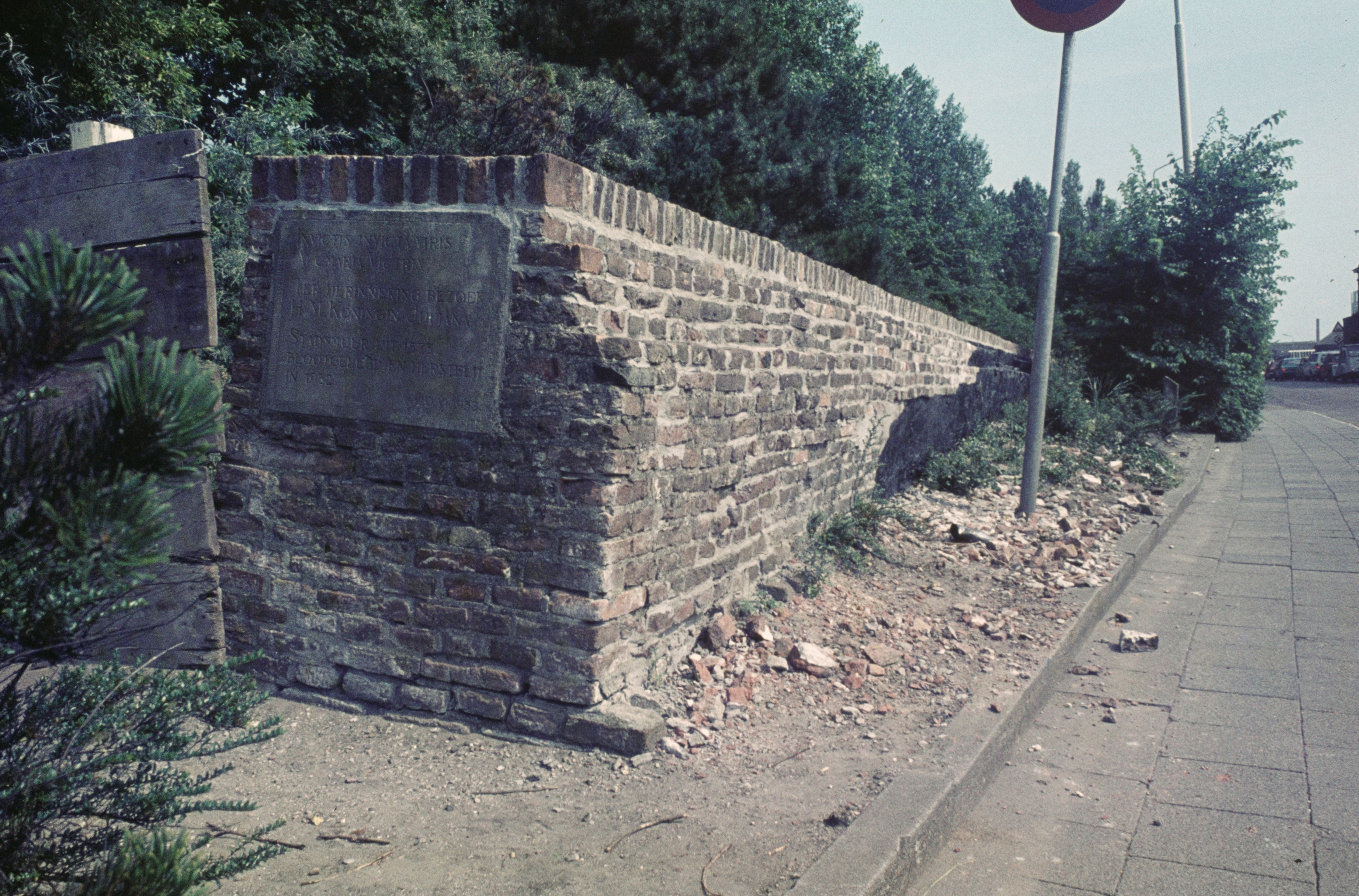
De restanten van de stadsomwalling en de plaquette die door Koningin Juliana werd geplaatst

In oktober 1877 kreeg Alkmaar van de Dienst van het IJkwezen opdracht om een ijkkantoor te bouwen in de stad. Dit werd het gebouw dat later bekend zal worden als het IJkgebouw. In 1909 verliet het ijkwezen het gebouw. En namen verschillende scholen er hun inname. In de jaren 70 van de 20e eeuw was poppodium Parkhof onderhuurder en werd het een toonaangevende plek voor liefhebbers van punk, metal, hip-hop en elektro. Sinds 2010 stond het pand leeg en werd het rijkelijk bedekt onder graffiti. Na een grondige renovatie met behoud van originele elementen heeftt het IJkgebouw sinds 2016 een restaurantfunctie.
Door het park lopen het Alckmariapad en het Victoriepad. Langs het park loopt de Wageweg. Het park en de restanten van de stadswallen hebben in december de status van rijksmonument gekregen. Ook het monument en de restanten van de stadsomwalling betreffen een rijksmonument.